# Ван Цзяпен
Ван Цзя́пен (кит.: 王嘉鹏), більше відомий як Марк Ван (англ. Mark Wang) — китайський правозахисник людей із обмеженими можливостями, волонтер міжнародного освітнього руху Коледжі об'єднаного світу, Голова правління та засновник UWC Changshu China, член Міжнародної Ради «Коледжів об'єднаного світу», співзасновник та голова «Національного Комітету коледжів об'єднаного світу Китаю», депутат Всекитайських зборів народних представників 13-го скликання від регіону Цзянсу, почесний радник Гонконзького фонду миру.

## Життєпис
Марк народився 10 червня 1981 у місті Їньчуань. Навчався у 18-ій загальноосвітній школі до 5-го класу. У 12-річному віці 23 липня 1993 потрапив у авіаційну катастрофу, в результаті чого отримав численні пошкодження, наслідком яких став параліч ніг. Лікування та реабілітація проходили тяжко і болісно і юнак вважав за краще померти. Його мама, Шень Ліпін, надихала сина на боротьбу і за життя, і за своє місце у житті, попри каліцтво, відшукуючи для нього інформацію про приклади боротьби інших людей за життя і за своє майбутнє. Завдяки їй розпочалася п'ятирічна боротьба юнака із недугою. 
Проходячи курс реабілітаційного лікування у Пекінському дослідницькому реабілітаційному центрі, він знайшов сили навчитися плавати, пересуватися без інвалідного візка на милицях, наздогнати у навчанні своїх однолітків, опанувати англійську і комп'ютер та займатися різними видами лікувального спорту.
Під час королівського візиту Її Величності Королеви Соні у Китай, вона відвідала Пекінський дослідницький реабілітаційний центр. Як покровителька Коледжу об'єднаного світу Нордичного Червоного хреста, пожертвувала стипендію для одного з пацієнтів Центру. Марк взяв участь у конкурсній програмі, дійшов до фіналу і у фіналі здобув право отримати цю стипендію, та став першим китайським учнем з материкового Китаю, який поїхав навчатися у норвезький коледж. Навчаючись, продовжував реабілітаційне лікування і інтенсивно займався паралімпійськими видами спорту, та успішно захищав честь коледжу, Норвегії (як учень норвезької школи), та Китаю (як китаєць та громадянин Китаю) на міжнародних змаганнях з гірськолижного спорту.  
Впродовж навчання у коледжі потоваришував із норвезьким символом боротьби за життя і за своє місце у житті, людиною-легендою Кетлі Мо, із яким організовували проведення марафону для людей із обмеженими можливостями «Біг заради життя», який вперше був проведений у Пекіні в 1998 році. Протягом навчання написав автобіографічну повість «Блакитне небо, яке підтримує життя» (кит.: 撑起生命的蓝天 англ. Hold Up The Blue Sky of Life). Повість і її назву присвячено мамі, яка на момент авіакатастрофи працювала над фрескою «Блакитне небо» і усім своїм життям підтримувала блакитне небо його життя. Ця повість стала бестселером у Китаї, була визнана твором року-2000 Китаю і стала основою для 18-ти серійного телевізійного серіалу про життя Марка.
Норвезький оперний співак та композитор Томас Штангел написав оперний мюзикл «Ангел життя» ("Якась сонячна ніч"), побудований на основі історії Кетла Мо та Марка Вана. Прем'єра відбулася 30 травня 2002 за участі Марка Вана, його батьків, батьків Кетла Мо та Її Величності Королеви Соні у виконанні норвезьких артистів та китайської трупи артистів із обмеженими можливостями. Партії Кетла Мо виконував Томас Штангел, партії Марка Вана — Ян Хайтао (інвалід зору).  Оперний мюзикл виконувався у Норвегії, Брюсселі, Огайо, Віфлеємі та Єрусалимі, був запланований у Пекіні та Ухані із Олександром Рибаком у ролі Кетла Мо та Томасом Штангелем у ролі самого Марка Вана, однак був відмінений китайською стороною як небажаний через присудження Нобелівської премії миру Лю Сяобо.
На Олімпійських іграх у Пекіні 2008 року Марка Вана було обрано носієм олімпійського факела у естафеті через його рідне місто Інчуань і присвоєно почесне звання людини-факела, який своїм життям і здобутками надихає людей із обмеженими можливостями у всьому світі.   
У 2018 був обраний депутатом Всекитайських зборів народних представників 13-го скликання від регіону Цзянсу.

## Вшанування
У 2009 році норвезьке місто Ліллесан встановило бронзову статую Ван Цзяпена на Ратушній площі, він став відомим "китайським героєм" у Норвегії.